# Семён Михайлович (князь глуховский)
Семён (Симеон) Михайлович — князь Глуховский с 1246 года, родоначальник князей Глуховских и Новосильских. Гипотетический сын Михаила Всеволодовича черниговского. О правлении самого Семёна ничего не известно. При его сыновьях возможно Глуховское княжество распалось на уделы.

## Происхождение
Согласно Бархатной книге, Семён был третьим сыном черниговского князя Михаила Всеволодовича, унаследовав после гибели отца Глуховское княжество, которое образовалось после распада Черниговского княжества. Согласно тем же родословным, у Семёна был сын Роман, князь Новосильский и Одоевский.
Однако данная версия родословной имеет хронологические несоответствия. Роман Новосильский жил во второй половине XIV века — он упоминается в летописях в 1375 году. Соответственно он никак не мог быть сыном Семёна Михайловича. Объяснить это несоответствие попытался Н. Квашнин-Самарин. Он обратил внимание на то, что в так называемом Любецком синодике, который содержал перечень черниговских князей, упоминается князь Михаил и его сын Симеон (позиция 44 синодика). При этом этот Михаил не тождественен Михаилу Всеволодовичу Черниговскому — он упоминается отдельно. На основании этого, Квашнин-Самарин сделал вывод о том, что упомянутый Михаил является сыном известного по родословным Симеона Глуховского. И, соответственно, существовало 2 князя: Симеон Михайлович, сын Михаила Всеволодовича Черниговского, и Симеон Михайлович, внук предыдущего и, соответственно, правнук Михаила Черниговского. Эту версию принял и другой исследователь Любецкого Синодика, Р. В. Зотов.

## Семья

### Дети
- Михаил, князь Глуховский[2]
- Александр (убит в сентябре 1326), князь Новосильский[2]
- Всеволод?, князь устивский[2] (Беспалов Р. А. считает его потомком Юрия тарусского[4], подробнее см. Всеволод Орехва).